# Comuna Voskodavînți, Kozeatîn
Voskodavînți (în ucraineană Воскодавинці) este o comună în raionul Kozeatîn, regiunea Vinnița, Ucraina, formată din satele Viktorivka și Voskodavînți (reședința).

## Demografie
Componența lingvistică a satului Voskodavînți
     Ucraineană (98,37%)
     Rusă (1,31%)
Conform recensământului din 2001, majoritatea populației satului Voskodavînți era vorbitoare de ucraineană (98,37%), existând în minoritate și vorbitori de rusă (1,31%).